# Dueholm (ø)
 For alternative betydninger, se Dueholm. (Se også artikler, som begynder med Dueholm)
Dueholm er en lille ubeboet ø og en af de ti små øer liggende i Nakskov Fjord.
Dueholm, som er et vildtreservat, er lukket for færdsel i perioden 15. marts til 15. juli. Øen er en vigtig lokalitet for flere ynglende vadefugle og terner. 